# البرلمان الموريتاني
```
البرلمان الموريتاني
  هو برلمان يتكون من 
برلمان بغرفة واحدة
 تتمثل في 
الجمعية الوطنية الموريتانية
 المتألفة من 176 عضوًا، يتم انتخاب ممثليها لمدة خمس سنوات في 
الدوائر الانتخابية
 ذات المقعد الواحد.
```

كان لمجلس النواب مجلس شيوخ يضم 56 عضوا. 53 عضوا منهم يجري انتخابهم أعضاء للمجالس البلدية لمدة ست سنوات مع تجديد الثلث كل عامين فيما ينتخب 3 أعضاء الباقون في الخارج. تم إلغاؤه في عام 2017، بعد استفتاء.
وتصدر حزب الإنصاف الحاكم الأحزاب الفائزة في الانتخابات البرلمانية التي جرت 2023 بحصوله على 107 مقاعد من أصل 176 مقعدا، تلاه حزب التجمع الوطني للإصلاح والتنمية "تواصل" بـ11 مقعدا، ثم حزب الاتحاد من أجل الديمقراطية والتقدم بـ10 مقاعد، فحزب الجبهة الجمهورية للوحدة والديمقراطية بـ7 مقاعد. 
وتقاسمت أربعة أحزاب، اثنان منها مواليان، واثنان معارضان ثلاثة أرباع البرلمان بحصولها على 135 مقعدا برلمانيا، أي نسبة: 76.70%.
وحصلت الأحزاب الداعمة للرئيس محمد ولد الغزواني إجمالا على 149 مقعدا برلمانيا، فيما حصلت الأحزاب المعارضة 27 مقعدا.
وهذا توزعة أعضاء البرلمان الجديد (2023) على الأحزاب السياسية
1.  حزب الإنصاف: 107 نواب، أي نسبة: 60.79%
2. حزب التجمع الوطني للإصلاح والتنمية "تواصل": 11 نائبا، أي نسبة: 6.25%
3. الاتحاد من أجل الديمقراطية والتقدم: 10 نواب، أي نسبة: 5.68%
4. حزب الجبهة الجمهورية للوحدة والديمقراطية: 7 نواب، أي نسبة: 3.97%
5. حزب الإصلاح: 6 نواب، أي نسبة: 3.40%
6. التحالف الوطني الديمقراطي: 6 نواب، أي نسبة: 3.40%
7. حزب الصواب: 5 نواب، أي نسبة: 2.84%
8. حزب الكرامة: 5 نواب، أي نسبة: 2.84%
9. نداء الوطن: 5 نواب، أي نسبة: 2.84%
10.. حزب التحالف من أجل العدالة والديمقراطية: 4 نواب، أي نسبة: 2.27%
11. حزب حاتم: 3 نواب، أي نسبة: 1.70%
12. حزب حوار: 3 نواب، ي نسبة: 1.70%
13. حزب الفضيلة: 2 نائبان، أي نسبة: 1.13%
15. تحالف التخطيط من أجل البناء، وحزب الفضيلة: 1 نائب واحد، أي نسبة: 0.56%
15. حزب الكتل الموريتانية "حكم": 1 نائب واحد، أي نسبة: 0.56%

## أنظر أيضاً
- قائمة رؤساء موريتانيا

## وصلات خارجية
- National Assembly
- Senate